# Seleção Uruguaia de Futebol Americano
Representa o Uruguai nas partidas e competições de Futebol Americano rivaliza com a Seleção Argentina de Futebol Americano e a Seleção Brasileira de Futebol Americano
São apelidados de Charrúas

## Uniformes
| Helmet   |      |           |
| Left arm | Body | Right arm |
| Trousers |      |           |
| Socks    |      |           |
| Casa     |      |           |

| Helmet   |      |           |
| Left arm | Body | Right arm |
| Trousers |      |           |
| Socks    |      |           |
| Fora     |      |           |